# Судовые документы
Судовые документы — в торговом мореплавании комплект основных документов, которые должно иметь каждое судно. В случае авиации это перечень документов, который должен находиться на борту воздушного судна.

## Мореплавание
Согласно ст. 25 КТМ РФ судно должно иметь следующие документы:
- свидетельство о праве плавания под Государственным флагом Российской Федерации;
- свидетельство о праве собственности на судно;
- пассажирское свидетельство (для пассажирского судна);
- мерительное свидетельство;
- свидетельство о грузовой марке;
- свидетельство о предотвращении загрязнения нефтью;
- свидетельство о предотвращении загрязнения сточными водами;
- свидетельство о предотвращении загрязнения мусором;
- лицензия судовой радиостанции и радиожурнал (если судно имеет судовую радиостанцию);
- судовая роль;
- судовой журнал;
- машинный журнал (для судов с механическим двигателем);
- санитарный журнал;
- журнал операций со сточными водами;
- журнал операций с мусором;
- судовое санитарное свидетельство о праве плавания.

Судовая роль
Судовая роль — основной судовой документ, содержащий сведения о количестве и составе экипажа при приходе и отходе судна. (извлечение из Приказа Минтранса РФ от 03.04.2000 N 28 «Об утверждении Правил ведения судовой роли»).

## Воздушный транспорт
Для разных категорий гражданских воздушных судов требования по судовой документации разнятся.
- свидетельство о государственной регистрации (для воздушных судов, подлежащих государственной регистрации)[2]
- сертификат эксплуатанта (за исключением случаев, когда этот документ не требуется);
- сертификат летной годности (за исключением воздушных судов, эксплуатация которых допускается без сертификата летной годности);
- бортовой и санитарный журналы, руководство по летной эксплуатации (для СВС и гражданских БВС не требуются);
- разрешение на бортовую радиостанцию, если воздушное судно оборудовано радиоаппаратурой;

Для ВС государственной и экспериментальной авиации список судовой документации иной. 